# Equipo de Copa Davis de China
El Equipo chino de Copa Davis es el representativo de China en la máxima competición internacional a nivel de naciones del tenis, y depende de la Federación de Tenis de China.

## Plantel actual (2012)
- Zhang Ze
- Wu Di
- Ma Yanan
- Li Zhe